# Municipio de New Haven (condado de Gratiot)
El municipio de New Haven (en inglés: New Haven Township) es un municipio ubicado en el condado de Gratiot en el estado estadounidense de Míchigan. En el año 2010 tenía una población de 1004 habitantes y una densidad poblacional de 10,87 personas por km².

## Geografía
El municipio de New Haven se encuentra ubicado en las coordenadas 43°14′53″N 84°46′36″O / 43.24806, -84.77667. Según la Oficina del Censo de los Estados Unidos, el municipio tiene una superficie total de 92.35 km², de la cual 92,13 km² corresponden a tierra firme y (0,23 %) 0,21 km² es agua.

## Demografía
Según el censo de 2010, había 1004 personas residiendo en el municipio de New Haven. La densidad de población era de 10,87 hab./km². De los 1004 habitantes, el municipio de New Haven estaba compuesto por el 98,8 % blancos, el 0,4 % eran afroamericanos, el 0,3 % eran amerindios, el 0,2 % eran de otras razas y el 0,3 % eran de una mezcla de razas. Del total de la población el 3,19 % eran hispanos o latinos de cualquier raza.